# Kwasi Poku
Kwasi Poku (Brampton, 6 februari 2003) is een Canadees voetballer die sinds 2024 onder contract ligt bij RWDM.

## Clubcarrière
Poku genoot zijn jeugdopleiding bij Brampton East SC, Woodbridge Strikers SC, Unionville Milliken SC en Toronto FC. In 2021 speelde hij voor het derde elftal van Toronto FC in de League1 Ontario en voor het tweede elftal van de club in de USL League One. Nog voor hij zijn officiële debuut voor het eerste elftal van de club kon maken, maakte Poku in het voorjaar van 2022 de overstap naar Forge FC. Op 17 februari 2022 maakte hij zijn officiële debuut voor het eerste elftal van de club in de CONCACAF Champions League-wedstrijd tegen Cruz Azul (0-1-verlies).
Poku brak in het seizoen 2024 helemaal door bij Forge: midden augustus stond zijn teller op acht goals in zeventien competitiewedstrijden en had hij ook al twee keer gescoord in de Canadian Championship. In augustus 2024 verhuisde hij naar de Belgische tweedeklasser RWDM.

## Interlandcarrière
Poku nam in juni 2022 met Canada –20 deel aan het CONCACAF-kampioenschap voetbal onder 20 in Honduras. Poku startte in alle drie de groepswedstrijden, alsook in de achtstefinalewedstrijd tegen Guatemala, die Canada verloor na strafschoppen. Poku was een van de twee Canadezen die tijdens de strafschoppenserie faalden.
Op 15 oktober 2024 maakte Poku zijn interlanddebuut voor Canada: in een oefeninterland tegen Panama (2-1-winst) liet bondscoach Jesse Marsch hem in de blessuretijd invallen voor Ali Ahmed.
| Interlands van Kwasi Poku | Interlands van Kwasi Poku | Interlands van Kwasi Poku | Interlands van Kwasi Poku | Interlands van Kwasi Poku | Interlands van Kwasi Poku | Interlands van Kwasi Poku |
| No.                       | Datum                     | Wedstrijd                 | Uitslag                   | Soort Wedstrijd           | Doelpunten                |                           |
| Als speler bij RWDM       | Als speler bij RWDM       | Als speler bij RWDM       | Als speler bij RWDM       | Als speler bij RWDM       | Als speler bij RWDM       | Als speler bij RWDM       |
| ------------------------- | ------------------------- | ------------------------- | ------------------------- | ------------------------- | ------------------------- | ------------------------- |
| 1.                        | 15 oktober 2024           | Canada – Panama           | 2 – 1                     | Vriendschappelijk         | -                         |                           |
| Totaal                    | Totaal                    | Totaal                    | Totaal                    | Totaal                    | -                         |                           |

Bijgewerkt tot 27 oktober 2024
1 Lathouwers ·
3 Halilou ·
4 Doudaev ·
5 De Sart ·
6 Halifa ·
7 Montes ·
8 Abe ·
9 Parzyszek ·
10 Robail ·
11 Ziani ·
15 Laâziri ·
17 Barry ·
20 Poku ·
21 Marsoni ·
22 Soelle Soelle ·
23 Del Piage ·
26 Kestens ·
28 Hubert ·
29 Maurer ·
30 Baghli ·
31 Dodeigne ·
43 Sousa ·
49 Sapata ·
51 Preijs ·
53 Messad-Kouchiche ·
60 Awudu ·
70 Nkurunziza ·
77 Biron ·
83 Lemmens ·
84 El Arouch ·
99 Benjdida ·
Coach: Ferrera
· Assistent-coach: Baherlé
· Assistent-coach: De Camargo